# Сафранболу
Сафранболу (тур. Safranbolu) — город и самый большой и развитый район (ильче) провинции Карабюк. Располагается в 220 километрах к северу от Анкары и в 90 километрах к югу от Чёрного моря. На юге граничит с центральным районом Карабюк.

## История
В поздневизантийский период (до 1071 года) город был известен под названием Дадибра. Окончательное завоевание турками произошло в 1196 году. Тюркский эмир Анкары осаждал город 4 месяца, отравив при этом воду и разбомбив дома греческих жителей. В ходе конфликта с сельджуками все греко-православное население было выселено или уничтожено. Данный факт подчеркивается хронистами как необычный, поскольку сельджуки, как и османы, обычно стремились сохранить часть христианских ремесленников и землевладельцев. Но в случае Дадибры произошло полное выселение христиан турками-мусульманами. Греческий топоним поэтому не сохранился.
Расцвет Сафранболу приходится на XIV век — времена Османской империи, когда город являлся важной точкой на пути между Стамбулом и Синопом. 17 декабря 1994 Рыночный район города Сафранболу был занесён в список Всемирного наследия ЮНЕСКО благодаря великолепным образцам классической османской архитектуры, которые также встречаются в Бейпазары (Анкара), Одунпазары (Эскишехир) и многих других районах Турции.

## География
Город назван в честь растущих в регионе цветов шафрана. Благодаря своему географическому положению Сафранболу являлся административным и торговым центром. Согласно переписи 2009 года в городе проживает 51 088 человек. Сафранболу располагается в исторической области Пафлагония, через которую прошло множество цивилизаций. В городе расположены Профессиональное училище Сафранболу и Факультет изящных искусств и дизайна имени Фетхи Токер Гюзеля. Оба учебных заведения, ранее находившиеся в ведении Зонгулдакского университета Караэльмас (открыт в 2002 году), являются филиалами Карабюкского университета.